# Tunisie aux Jeux olympiques d'été de 1976
La Tunisie fait partie des 22 nations qui ont boycotté les Jeux olympiques d'été de 1976 à Montréal (Canada) pour protester contre la participation de la Nouvelle-Zélande dont l'équipe de rugby venait de faire une tournée en Afrique du Sud où l'apartheid est alors en vigueur.
La Tunisie, ainsi que l'Égypte et le Maroc, participent aux Jeux olympiques du 18 au 20 juillet avant de s'en retirer.
La délégation tunisienne présidée par le ministre de la Jeunesse et du Sport, Fouad Mebazaa, est composée de sept responsables, quatre entraîneurs, un juge-arbitre en boxe, un médecin, un masseur, trois journalistes, un assistant de compagnie aérienne et 23 sportifs, dont quinze ont pris part aux compétitions, deux handballeurs n'étant pas retenus et six sportifs ayant été retirés avant le début de leur compétition.

## Résultats par épreuve

### Boxe
Welter (moins de 67 kg)
- Fredj Chtioui (en)
  - Premier tour – perdu contre David Jackson (en) ( Nouvelle-Zélande) (match arrêté par l'arbitre au cours du second round)

### Natation
200 m nage libre hommes
- Ali Gharbi
  - Qualifications – 1 min 55 s 82 (non qualifié → 24e place)

100 m nage libre femmes
- Myriam Mizouni
  - Qualifications – 1 min 02 s 42 (non qualifiée → 38e place)

400 m nage libre femmes
- Myriam Mizouni
  - Qualifications – 4 min 43 s 11 (non qualifiée → 28e place)

### Handball
Compétition masculine
- La Tunisie n'a pas terminé la compétition par suite de la décision de 22 pays africains de se retirer des compétitions en protestation contre la participation de la Nouvelle-Zélande qui n'avait pas interrompu ses relations sportives avec l'Afrique du Sud de l'apartheid. 
  - Joueurs : Moncef Besbes (en), Salah Sassi (GB), Habib Khedhira, Khaled Achour (en), Raouf Ben Samir, Mohamed Abdelkhalek, Habib Ammar (en), Slaheddine Deguechi (en), Naceur Jeljeli, Raouf Chabchoub, Mounir Jelili, Béchir Belhaj Ahmed, Mohamed Klaï (alias Lassoued) et Lotfi Rebaï (en)

## Victimes du boycott
Quatre athlètes et deux boxeurs ont quitté les Jeux olympiques avant de les entamer :
- Abdelaziz Bouguerra
- Mohammed Gammoudi, dont ce devait être la dernière participation
- Mansour Guettaya
- Béchir Jelassi
- Mohamed Majeri
- Abdelkader Zaddem